# Federación ANCAP
La Federación ANCAP es un sindicato que nuclea a las personas trabajadoras de la empresa uruguaya ANCAP. Fue fundada el 20 de octubre de 1944 e integra el PIT-CNT. A 2022, contaba con unos 1.800 afiliados.

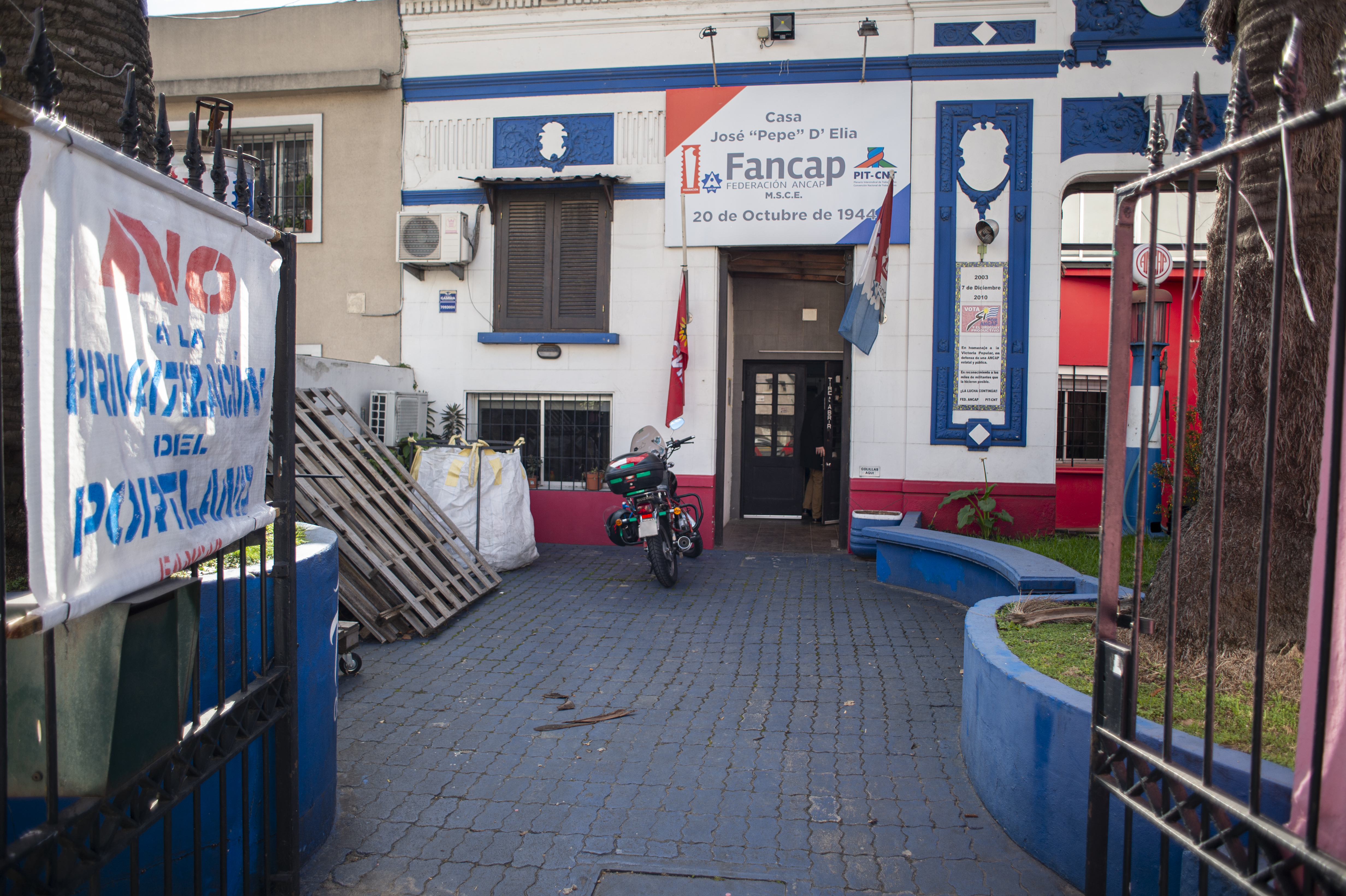
Local de FANCAP

## Historia
La fundación de Federación ANCAP estuvo ligada al crecimiento del movimiento sindical en América Latina, particularmente en Brasil y Argentina. A esto se le sumó el rápido crecimiento de la empresa ANCAP, que entre la década de 1956 y 1966 pasó de unos 1.900 empleados a aproximadamente 3.600.
Una de las primeras acciones sindicales de FANCAP fue la huelga de "Gremios solidarios", luego de que el Directorio de ANCAP intentara despedir a unas 3.000 personas de la Asociación de Obreros, Empleados y Técnicos de ANCAP (AOETA).
En 1956 se creó también el Sindicato Obrero de ANCAP (SOA), de orientación comunista. Sin embargo, FANCAP tenía una mejor relación con el Directorio de ANCAP. En 1960 se produce una unificación entre el SOA y FANCAP.
En el año 2002, llevaron adelante una importante movilización para impedir la privatización de ANCAP, a través del referéndum contra la Ley N.º 17448.